# ムワンヌ・ディトゥ
ムワンヌ・ディトゥは、コンゴ民主共和国南東部のロマミ州の都市。
2012年の人口は19万5622人。

## 人口
- 1984年7月1日：9万4560人
- 2004年7月1日：17万786人[1]
- 2012年：19万5622人

## 交通

### 鉄道
- 国営鉄道内陸線：イレボ⇔…ムワンヌ・ディトゥ…⇔ルブンバシ

### 空港
- ムワンヌ・ディトゥ空港（英語版）：市北西部に位置する。